# تيد ريان
تيد ريان (بالإنجليزية: Ted Ryan)‏ هو لاعب كرة قدم أسترالية أسترالي، ولد في 17 يوليو 1921 في كيو ‏ في أستراليا، وتوفي في 5 مايو 1960.

## وصلات خارجية
- تيد ريان على موقع AustralianFootball.com (الإنجليزية)
- تيد ريان على موقع AFLtables.com (الإنجليزية)